# San Francisco Symphony

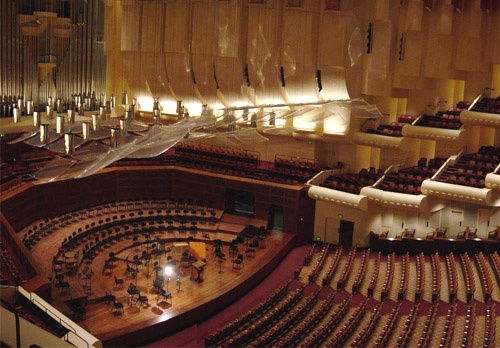
Davies Hall der San Francisco Symphony

Die San Francisco Symphony ist das bedeutendste Orchester in San Francisco (Kalifornien). Der aktuelle Musikdirektor ist der finnische Dirigent und Komponist Esa-Pekka Salonen, der diese Position seit 2020 innehat.

## Geschichte
Das Orchester wurde 1911 gegründet. Es ist seit langem ein wichtiger Bestandteil des kulturellen Lebens von San Francisco. Die ersten Konzerte wurden von Henry Hadley geleitet, der von 1909 bis 1911 das Seattle Symphony Orchestra geleitet hatte. 60 Musiker spielten in der ersten Saison. Ihr erstes Konzert umfasste Werke von Richard Wagner, Pjotr Tschaikowski, Joseph Haydn und Franz Liszt. Insgesamt 13 Konzerte fanden in der Saison 1911/12 statt.
Der Nachfolger von Hadley wurde 1915 Alfred Hertz, der vorher die Metropolitan Opera in New York City geleitet hatte.
Nachdem Hertz 1930 sein Amt aufgab, wurde das Orchester von zwei Dirigenten geleitet, Basil Cameron und Issay Dobrowen. Während der Großen Depression war das Orchester von Schließung bedroht, und die Saison 1934/35 wurde abgesagt. Der berühmte französische Dirigent Pierre Monteux (1875–1964) wurde engagiert, um das Orchester wieder neu zu beleben. Monteux war so erfolgreich, dass die NBC begann, Konzerte zu übertragen, und RCA Victor schloss mit dem Orchester einen Plattenvertrag ab. 1949 lud Monteux Arthur Fiedler zu gemeinsamen Sommerkonzerten ein. Fiedler dirigierte das Orchester bei Gratiskonzerten im Sigmund Stern Grove in San Francisco und dem Frost Amphitheater an der Stanford University. Fiedlers Engagement dauerte bis in die 1970er-Jahre an.
Als Monteux 1952 das Orchester verließ, wurde es von verschiedenen Dirigenten geleitet, wie Leopold Stokowski, Georg Solti, Erich Leinsdorf, Karl Münchinger, George Szell, Bruno Walter, Ferenc Fricsay und William Steinberg.
Zwei Jahre später wurde der junge spanische Maestro Enrique Jordá als Musikdirektor engagiert. Er startete mit großen Vorschusslorbeeren. Er dirigierte teilweise so enthusiastisch, dass ihm der Taktstock aus der Hand flog. Im Lauf der Jahre vernachlässigte Jordá aber die Disziplin, und die Qualität des Orchesters ließ nach. George Szell (1897–1970), der langjährige Musikdirektor des Cleveland Orchestra, war 1962 als Gastdirigent in San Francisco und war so bestürzt über die mangelnde Disziplin, dass er öffentlich Jordá verurteilte und sogar den Musikkritiker des San Francisco Chronicle, Alfred Frankenstein, dafür kritisierte, Jordá und das Orchester empfohlen zu haben. Aufgrund von Szells Kritik strebte das Orchester einen Wandel an.
Im Herbst 1963 wurde der österreichische Dirigent Josef Krips (1902–1974) Musikdirektor. Er wurde schnell bekannt als wohlwollender Autokrat, der nachlässiges Spiel nicht tolerierte. Er arbeitete intensiv daran, seine Musiker zu begeistern, und baute das Orchester wieder auf, insbesondere mit dem klassischen deutsch-österreichischen Repertoire. Eine seiner Neuerungen war ein Neujahrskonzert mit Melodien von Johann Strauss und anderen Wiener Meistern des 19. Jahrhunderts. Diese Konzerte gibt es, in wenig veränderter Form, bis heute.
Krips wollte keine Schallplatten mit dem Orchester aufnehmen, da er es noch nicht für reif genug hielt. Er erlaubte jedoch KKHI, einige Freitagskonzerte zu übertragen. Er ebnete auch den Weg für seinen Nachfolger Seiji Ozawa (1935–2024), als er ihn als Gastdirigenten einlud. Ozawa beeindruckte schnell die Kritiker und das Publikum mit seiner Arbeit in Bernstein-artigem Stil.
Die Ozawa-Ära begann 1970 mit großer Begeisterung. Schon seine Gastauftritte hatten Begeisterungsstürme hervorgerufen. Es war bald schwierig, noch Karten für seine Konzerte zu bekommen. Er steigerte die Qualität des Orchesters massiv und schloss mit der Deutschen Grammophon 1972 einen Plattenvertrag ab. Er wurde noch zusätzlich Musikdirektor des Boston Symphony Orchestra. Nachdem er San Francisco verlassen hatte, kehrte er noch zweimal als Gastdirigent zurück.
Ozawas Nachfolger war Edo de Waart, ein junger holländischer Dirigent, der dem Orchester ein neues Gesicht verpasste. Er war nicht so extrovertiert wie Ozawa, und ein Teil des Publikums vermisste dessen Selbstdarstellung. De Waart hielt aber den hohen Standard des Orchesters und nahm einige Platten auf. Er dirigierte das erste Konzert in der neuen Davies Symphony Hall im September 1980.
Herbert Blomstedt, der schwedisch-US-amerikanische Dirigent, nahm seine Arbeit im Herbst 1985 auf. Der Posten wurde ihm nach zwei Gastkonzerten im Jahr 1984 angeboten; er war zu dieser Zeit Musikdirektor der Staatskapelle Dresden. Er brachte das Orchester wieder zu größerer Präzision und Zuverlässigkeit. Das Orchester begann unter ihm jährliche Tourneen durch Europa und Asien und kehrte zu den wöchentlichen Radioübertragungen zurück. Blomstedt erkannte auch die mangelhafte Akustik der Davies Symphony Hall und initiierte einen Umbau, der 1992 abgeschlossen wurde.
1995 wurde Michael Tilson Thomas Musikdirektor. Er kam vom London Symphony Orchestra. Er war seit 1974 mehrfach Gastdirigent des Orchesters gewesen und besaß einen guten Draht zu den Musikern. Wie schon Ozawa, achtete Thomas darauf, dass wieder mehr amerikanische Musik gespielt wurde. Ein weiterer Fokus seiner Arbeit lag auf russischer Musik, insbesondere auf Igor Strawinski, sowie auf Gustav Mahler.
1999 nahm das Orchester, unter der Leitung von Michael Kamen, das Album S&M zusammen mit der Heavy-/Thrash-Metal-Band Metallica auf. Dieses landete in den USA auf den Billboard-200-Charts auf Platz 2 mit 1,5 Millionen verkauften Kopien und fünffachem Platin-Status.
2013 wurde das Orchester mit dem ECHO Klassik als Orchester des Jahres (Neue Instrumente) geehrt.
2020 wurde Esa Pekka Salonen neuer Musikdirektor. Im März 2024 wurde bekannt, dass er seinen Mitte 2025 auflaufenden Vertrag nicht verlängern wird.

## Dirigenten
- 1911–1915: Henry Hadley
- 1915–1930: Alfred Hertz
- 1930–1934: Basil Cameron und Issay Dobrowen
- 1935–1952: Pierre Monteux
- 1952–1954: nicht besetzt
- 1954–1963: Enrique Jordá
- 1963–1970: Josef Krips
- 1970–1977: Seiji Ozawa
- 1977–1985: Edo de Waart
- 1985–1995: Herbert Blomstedt
- 1995–2020: Michael Tilson Thomas
- seit 2020: Esa-Pekka Salonen